# David Krentz
David Krentz es un paleoartista, diseñador de personajes, animador, dibujante de guiones gráficos, escritor y director estadounidense especializado en dinosaurios. Como animador de Walt Disney Pictures, Krentz ha trabajado en películas animadas de Disney como Fantasía 2000, Dinosaurio, El planeta del tesoro y John Carter, así como en producciones para otros estudios como Escape from Planet Earth. También ha contribuido con diseños de personajes y modelos generados por computadora para películas como el reinicio de Walking with Dinosaurs de la BBC en 2013, incluidos cerca de 20 modelos ZBrush.
Además de su trabajo en películas, Krentz ha aportado su experiencia en el diseño de personajes a programas de televisión como el documental sobre la naturaleza de cuatro partes de Discovery Channel, Dinosaur Revolution y su versión cinematográfica, Dinotasia, que se creó a partir de secuencias no utilizadas del programa. Krentz también fue codirector y director artístico de ambas producciones. Más recientemente, ha trabajado como escritor y dibujante de guiones gráficos para la producción animada de Adult Swim, Primal. Por su trabajo como artista del guion gráfico en el episodio "Plaga de la Locura", ganó un Emmy por Mejor Logro Individual Sobresaliente en Animación. Por el mismo episodio, también fue incluido en la lista de ganadores del premio al Mejor Programa Animado.
Su modelado 3D de dinosaurios fue precedido por su paleoarte, en el que tiene un interés vocacional en la escultura de dinosaurios. 